# Sankt Birgitta Skole
 Der er for få eller ingen kildehenvisninger i denne artikel, hvilket er et problem. Du kan hjælpe ved at angive troværdige kilder til de påstande, som fremføres i artiklen.

Sankt Birgitta Skole er en katolsk privatskole i Maribo, der blev oprettet i 1916 af Sankt Joseph Søstrene. De kom til Maribo efter anmodning for at lede en Kommunikantanstalt, som skulle oprettes for de polske landarbejderes børn. Søstrene oprettede både børnehjem og skole for de katolske børn i området. Skolen har i dag trinene fra børnehaveklasse til 9. klasse.
Skolen har ca. 450 elever og 50 ansatte. Omkring 3% af eleverne er katolikker.

## Historie
Oprindeligt fungerede bygningerne som nonnekloster for Franciskanerinder, men i 1916 flyttede Sankt Joseph Søstrene ind i bygningen for at drive børnehjem og skole for de katolske børn i området.
I årene op mod 2. verdenskrig blev der opført en tilbygning med klasselokaler, for at huse det stadigt stigende elevtal.
Efter slutningen af 2. verdenskrig blev børnehjemmet lukket, og da elevtallet var faldende åbnede man den 1. januar 1951 en børnehave for børn i alderen 3 til 7 år.
I 1952 blev skolen åbnet for ikke-katolske elever, og de efterfølgende år steg elevtallet som resultat. Samtidigt blev det sværere at få nok nonner til undervisningen og midt i 1950'erne blev de første lærerinder ansat som ikke var nonner. I 1959 blev den første mandlige lærer ansat, som idrætslærer for drengene.
I 1965 blev børnehaven lukket pga. manglen på Sankt Joseph Søstre, til gengæld blev der åbnet børnehaveklasse i 1967. Byggeriet fortsatte, og i 1966 blev der indviet ny gymnastiksal og sløjdlokale.
Antallet af nonner på skolen faldt fortsat, og i 1975 flyttede de tilbageværende nonner til Nykøbing Falster i et hus, og skolen blev omdannet til en selvejende institution. Ved denne lejlighed blev skolens navn fastsat som Sankt Birgitta Skole.
I 1977 tilføjede skolen 8.-10. klasse, og der blev dertil bygget en ny bygning med 6 klasselokaler og en aula. I 1988 blev der bygget nyt skolekøkken og fysiklokale, og var også året hvor den sidste nonne forlod skolen.
I 2001 blev der indviet yderligere 2 lokaler, i 2002 blev naboejendommen indkøbt fra hjemmeværnet og bliver i dag brugt til skolefritidsordning. I 2007 indledtes en større tilbygning, med 2 klasselokaler og nyt fysiklokale, og blev afsluttet i 2009. I 2009 købte skolen også Østergade 64 der bruges til musiklokale, bibliotek, samt billedkunst.
Den katolske kirke i Maribo er tilknyttet skolen, som dog ikke ejer denne. Hver morgen er der morgensang.

### Navn
Skolen er opkaldt efter Sankt Birgitta, som optræder på skolens våbenskjold, såvel som den tidligere Maribo Kommunes byvåben.

### Disciplin
Skolen har på nogle områder strengere disciplin end hvad er traditionelt på danske folkeskoler, såsom at man skal rejse sig når lærere træder ind i lokalet, og kun kalde lærere ved efternavn. Sidstnævnte er dog afskaffet, og mange traditioner er frafaldet i løbet af de seneste år i takt med at nye unge lærere er kommet til skolen.